# 喧嘩太郎
『喧嘩太郎』（けんかたろう）は、源氏鶏太による日本の短編小説である。単行本は講談社から1958年10月に出版された。

## 概要
本作を原作として日本映画は1960年（昭和35年）公開、テレビドラマは1958年にKRテレビ（現・TBS）、1959年にNHK、1961年とにTBSテレビでそれぞれ単発放送、1966年にTBSテレビ、1968年に毎日放送・NET（現・テレビ朝日）系でそれぞれ連続ドラマとして放送された。
原作は40ページ程の短編小説であるため、映画版やテレビドラマ版は脚本により内容が大きく異なる。

## あらすじ
喧嘩が好きな建築会社の社員 宇野太郎。ある日喧嘩の仲裁に入った太郎は参考人として警察に呼ばれ、供述を筆記していた深沢雪江という婦人警官に惚れてしまった。太郎は雪江を映画に誘う等の行動を開始したが…

## 映画
日活制作・配給により1960年8月10日に公開された。主演は石原裕次郎が務めた。
喧嘩っ早いことから「喧嘩太郎」と異名された宇野太郎が主人公。太郎は大学卒業後、東京・丸の内の「第百商事」に入社。早田社長、大竹外国部長ら上司に揉まれ、ライバル会社東洋物産とそこの秘書課長・五井と対し、そして婦人警官・深沢雪江と東洋物産岩下社長の令嬢・秀子と知り合う。仕事に恋にいそしみながらも、時に会社間の難題・陰謀に立ち向かい体当たりで解決するべく奔走する太郎の姿・武勇伝を明朗に描いた。

### キャスト
- 宇野太郎：石原裕次郎
- 深沢雪江：芦川いづみ
- 万弥：白木マリ
- 岩下秀子：中原早苗
- 三村：二谷英明
- 岩下隆介：三津田健
- 大竹部長：芦田伸介
- スリ：藤村有弘
- 北浦課長：東野英治郎
- 須山委員：安部徹
- 桐林委員：内藤武敏
- 浅岡：松本染升
- 松井貿易大臣：深見泰三
- 早田社長：嵯峨善兵
- 五井秘書課長：神山繁
- 横山局長：山田禅二
- 谷村：武藤章生
- 寿司屋の親父：河上信夫(河上喜史朗)
- ミカ：天路圭子
- 節子（岩下の妻）：広岡三栄子
- 待合の女将：三崎千恵子
- 予算委員長：武田正憲
- 宇野の同僚：河合健二
- 寿司屋の妻：福田トヨ
- 主任：衣笠一夫(衣笠真寿雄)
- 留置場の警官：八代康二
- 山本：木島一郎
- 第百商事社員：神山勝
- 元締の仲間：玉村駿太郎
- 健二（岩下の息子）：島津雅彦
- ハンニャの勘吉：黒田剛
- 記者：英原穣二
- ハンニャの勘吉の仲間：瀬山孝司
- 山本の子分：高田保(矢頭健男)
- お化け屋敷係員：近江大介
- 元締の仲間：榎木兵衛
- 宇野の同僚：柳瀬志郎
- 野球の試合の主審：小柴隆(小柴尋詩)
- 元締の仲間：上野山功一、水木京二(水木京一)
- レストランのボーイ：川村昌之
- 記者：松丘清司
- 山本の子分：川辺健三
- ハンニャの勘吉の仲間・元締の仲間：二階堂郁夫
- 宇野の同僚：山中大成
- 記者：久遠利三
- 渡のり子
- 出入りの洋服屋：青木富夫
- 第百商事社長秘書：木城ゆかり
- 行きつけの居酒屋の娘：久本登紀子(香取環)
- パチンコ店の店員：福田文子
- 殴り倒される選手：渡井嘉久雄
- ハンニャの勘吉の仲間：若松俊二郎
- 宇野の同僚：大須賀更生
- ハンニャの勘吉の仲間：石丘伸吾
- 山本の子分：本目雅昭
- 宇野の同僚：加村裕之
- 岩下のハイヤー：三宅洋
- 小学校時代の宇野：佐藤幸平
- 山本和男
- 中学校時代の宇野：三浦和義
- 松谷好美
- 勝沢孝由
- レフェリー：阿部幸四郎
- パーティーの客：真理アンヌ
- 技斗：峰三平

### スタッフ
- 監督：舛田利雄
- 原作：源氏鶏太
- 脚本：松浦健郎
- 企画：高木雅行
- 音楽：真鍋理一郎
- 撮影：山崎善弘
- 美術：坂口武玄
- 録音：神谷正和
- 照明：藤林甲
- 編集：辻井正則
- 技斗：峰三平
- スチール：井本俊康
- 助監督：河辺和夫
- 製作主任：中井景

### 主題歌
『喧嘩太郎』 歌：石原裕次郎（作詞：大高ひさを　作曲：真鍋理一郎）

## テレビドラマ

### 1958年版
KRテレビ（現・TBSテレビ）において、毎週火曜日20:00 - 20:30の時間帯で1958年5月6日と5月13日の2回に亘って放送された。
キャスト
- 宇野太郎：舟橋元
- 高田稔
- 佐山俊二
- 田代百合子
- 池田生二

### 1959年版
NHKの、日曜日20:15 - 21:00の『お好み日曜座』の枠で1959年10月18日に単発放送された。
キャスト
- 宇野太郎：フランキー堺
- 深沢雪江：馬渕晴子
- 秋山：庄司永建
- 紀子：佐々木すみ江
- 後藤陽吉
- 島田友太郎
- 常田富士男
- 山本勝
- 柴田秀勝
- 星野和正
- 池田生二

スタッフ
- 原作：源氏鶏太『喧嘩太郎』
- 脚本：長瀬喜伴
- 制作：NHK

### 1961年版
TBSテレビの、日曜日21:00 - 21:30の枠で1961年4月16日に『源氏鶏太シリーズ』（理研光学工業(現：リコー)一社提供）として単発放送された。TBSでは、1958年以来3年ぶりに同作の放送となった。
キャスト
- 宇野太郎：天知茂
- 小山明子
- 小林寛
- 佐山俊二
- 三原浩

### 1966年版
TBSテレビの、ハナ肇・植木等・谷啓・藤田まことが2ヶ月交代で主役になるドラマ『おれの番だ!』（月曜21:30 - 22:00。ロート製薬一社提供）の第13回目に放送された。1966年2月14日から同年3月21日まで6回に渡って放送、TBS版では唯一の連続ドラマである。
谷啓が主役を務め、当時同局で放送中のテレビアニメ『オバケのQ太郎』でオバQの声を担当した曽我町子が顔出し出演した。脚本はクレージー映画の田波靖男が担当した。
キャスト
- 駒太郎：谷啓
- 有田文子（アパートの隣人）：横山道代
- 深沢雪江：梓みちよ
- 幸子（飲み屋の女）：曽我町子
- 桑山正一

スタッフ
- 脚本：田波靖男
- 演出：森伊千雄

### 1968年版
毎日放送・NET（現・テレビ朝日）系列において、毎週木曜日20:00 - 20:56において全26回が放送された。モノクロ放送であった。杉良太郎の現代劇主演作である。
原作とは設定が変わり、主人公の名前は「大門大太」となった。大太は「岡山の寺『大門寺』の息子で、地元の鬼平建設岡山支社に勤務していたが、東京本社へ転勤が決まり、剣道道具を入れた大きなカバンを持って上京する」というストーリー設定である。大門大太の他、亀村兵治、尾山沢子、ユリ子などの登場人物の名前は同じ源氏鶏太作品の『天下を取る』から流用したものである。
キャスト
- 大門大太：杉良太郎
- 島津英吉：和田浩治
- 亀村兵治：砂塚秀夫
- まり玉：久里千春
- 尾山沢子：山本陽子
- ユリ子：磯野洋子
- 映子：松原智恵子
- 大門春海（大太の父）：笠智衆
- 鬼平五左衛門：進藤英太郎
- 尾山一郎：大坂志郎
- 西野課長：藤村有弘
- 沢村貞子
- 上田吉二郎
- 南条：宍戸錠
- 若子：橘和子
- 西恵子
- 吉沢京子
- 牟田悌三
- 松本克平
- 山川ワタル
- 津田亜矢子

スタッフ
- 原作：源氏鶏太
- プロデューサー：林本博佳
- 脚本：窪田篤人、石森史郎、田波靖男、才賀明
- 音楽：山本直純
- 監督：柳瀬観、丹野雄二、斎藤和三郎、馬越安彦、遠藤三郎
- 制作：毎日放送、日活

サブタイトル
| 話数 | 放送日         | サブタイトル            | 脚本     | 監督       | ゲスト                                   |
| ---- | -------------- | ----------------------- | -------- | ---------- | ---------------------------------------- |
| 1    | 1968年 10月3日 | 喧嘩太郎登場!           | 窪田篤人 | 柳瀬観     |                                          |
| 2    | 10月10日       | 意気に感ず              | 石森史郎 | 柳瀬観     |                                          |
| 3    | 10月17日       | 緊急出張                | 田波靖男 | 丹野雄二   |                                          |
| 4    | 10月24日       | 海外へ雄飛せよ          | 田波靖男 | 斎藤和三郎 |                                          |
| 5    | 10月31日       | 摩天楼に賭けろ!         | 石森史郎 | 斎藤和三郎 | 三井弘次、沢宏美、藤岡重慶、北竜二       |
| 6    | 11月7日        | ライバルを倒せ!         | 窪田篤人 | 斎藤和三郎 |                                          |
| 7    | 11月14日       | 慰安旅行・不安旅行      | 田波靖男 | 柳瀬観     | 石井富子                                 |
| 8    | 11月21日       | 嵐に向かって立つ        | 石森史郎 | 柳瀬観     | 河村弘二、青山恭二、高野ひろみ、木島一郎 |
| 9    | 11月28日       | 俺にまかせろ            | 窪田篤人 | 柳瀬観     | 柳家小さん、川口晶                       |
| 10   | 12月5日        | 金髪台風                | 窪田篤人 | 柳瀬観     | 柳家小さん                               |
| 11   | 12月12日       | 素晴らしきプレゼント    | 窪田篤人 | 丹野雄二   |                                          |
| 12   | 12月19日       | 花のキックボクサー      | 石森史郎 | 柳瀬観     | 沢村忠                                   |
| 13   | 12月26日       | 舞いおりた天女          | 窪田篤人 | 丹野雄二   |                                          |
| 14   | 1969年 1月2日  | 一世一代大仕事          | 才賀明   | 丹野雄二   | 西尾三枝子、吉田義夫                     |
| 15   | 1月9日         | 城を建てる              | 才賀明   | 丹野雄二   | 西尾三枝子、伊吹吾郎                     |
| 16   | 1月16日        | 男ならやってみな!       | 石森史郎 | 馬越安彦   | 多々良純                                 |
| 17   | 1月23日        | 飛び出せ! 青空へ        | 才賀明   | 馬越安彦   |                                          |
| 18   | 1月30日        | アンデスの娘たち        | 才賀明   | 馬越安彦   | 高杉早苗、青野平義                       |
| 19   | 2月6日         | あっぱれ女ごころ        | 石森史郎 | 馬越安彦   | 見明凡太朗、生田三津子、堀越節子         |
| 20   | 2月13日        | 正義の連続キック        | 才賀明   | 遠藤三郎   | 森健二、沢村忠                           |
| 21   | 2月20日        | 銅像とシャンデリヤ      | 才賀明   | 遠藤三郎   |                                          |
| 22   | 2月27日        | その手にのるな!         | 才賀明   | 遠藤三郎   | 春日章良、折田一郎、玉村由美             |
| 23   | 3月6日         | 悲しきは大安吉日        | 石森史郎 | 遠藤三郎   | 杉江廣太郎                               |
| 24   | 3月13日        | おお! アイ・ラブ・ユー  | 石森史郎 | 遠藤三郎   | 長沢大                                   |
| 25   | 3月20日        | 夕焼け小焼けで喧嘩して! | 才賀明   | 柳瀬観     |                                          |
| 26   | 3月27日        | 結婚します              | 石森史郎 | 柳瀬観     | 高津住男                                 |